# Thomas Jefferson Hogg

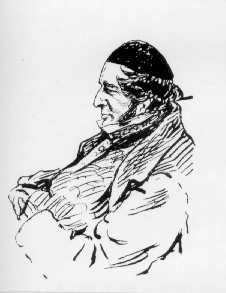
Thomas Jefferson Hogg 1857

Thomas Jefferson Hogg (* 24. Mai 1792 in Stockton-on-Tees, County Durham; † 27. August 1862 in London) war ein britischer Jurist (Barrister), Schriftsteller und Freund von Percy Bysshe Shelley.
Hogg war wie Shelley Student am University College (Oxford) und freundete sich mit diesem dort an. Die beiden teilten freidenkerische und unkonventionelle Auffassungen und arbeiteten an gemeinsamen literarischen Projekten, die sie in erhebliche Schwierigkeiten bringen sollten. Ein gemeinsames Pamphlet parodistisch revolutionärer Dichtung, das die beiden Ende 1810 verfassten, die Posthumous Fragments of Margaret Nicholson gab, etwa vor, von Margaret Nicholson zu stammen, einer geistig verwirrten Wäscherin, die 1786 König George III. zu erstechen versucht hatte. Sie verfassten auch einen gemeinsamen Roman, Lenora, der als zu subversiv galt, um gedruckt zu werden. Sehr wohl gedruckt (aber anonym) wurde Anfang 1811 ihr gemeinsames Pamphlet The Necessity of Atheism. Der Verdacht der Autorenschaft fiel auf die beiden aufmüpfigen Studenten. Bei einer Befragung bekannten sie sich zwar nicht zu ihrem Text, distanzierten sich aber auch nicht von ihm. In der Folge wurden beide aus Oxford relegiert.
Der Rest von Hoggs Leben verlief ruhiger. Er zeigte allerdings die Neigung, sich in Shelleys Frauen zu verlieben, beispielsweise in Harriet Westbrook (erfolglos) und 1814 in Mary Shelley (mit mehr Aussichten auf Erfolg, begünstigt durch Percy – aber sie war schwanger). Er verarbeitete seine komplizierte Beziehung zu Shelley in dem 1811 anonym publizierten Roman Memoirs of Prince Alexy Haimatoff. 

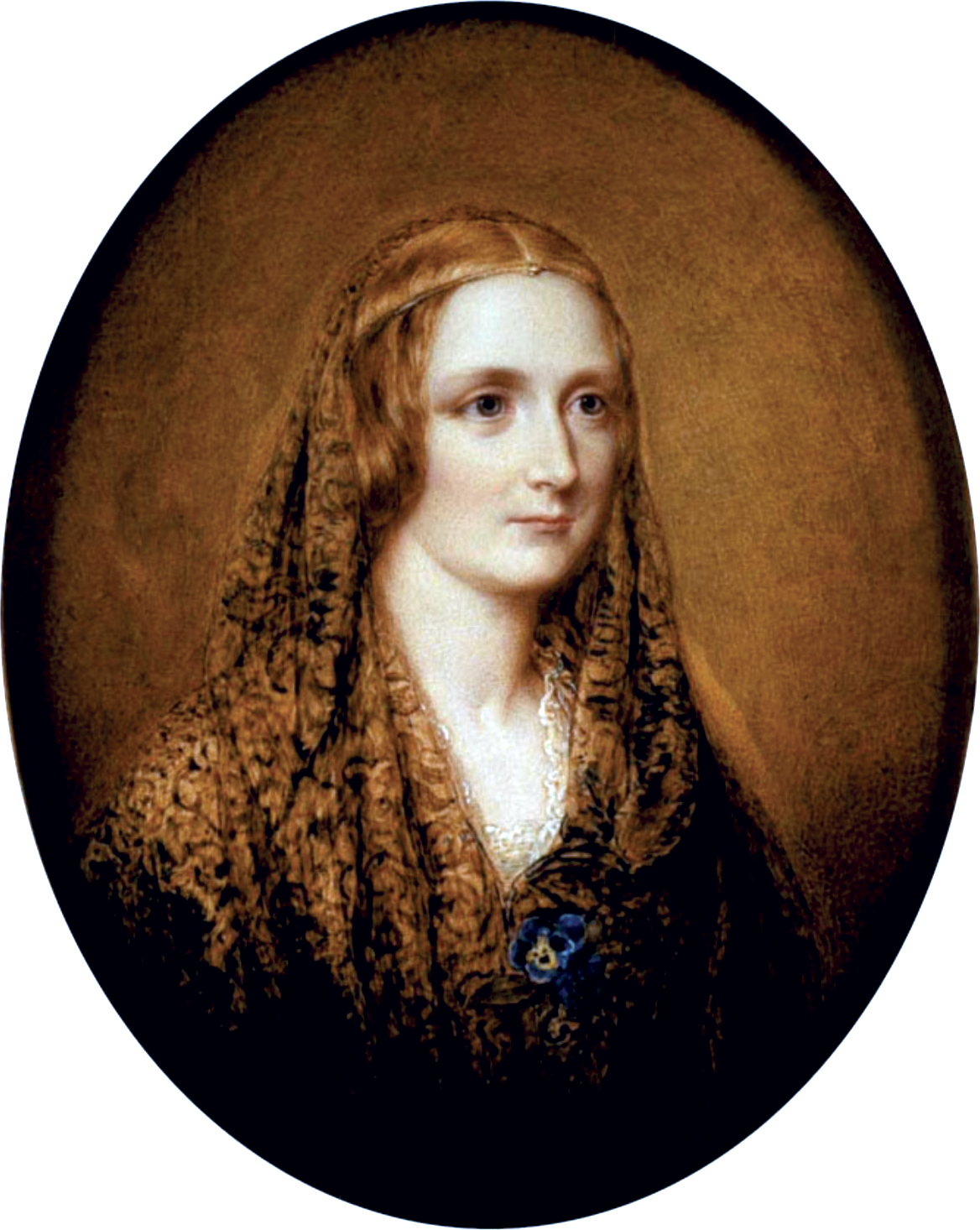
Mary Shelley, 1820

John und Prudentia Hogg, seine Eltern, sahen Shelley als Quelle schlechten Einflusses auf ihren Sohn, stellten aber mit der Zeit fest, dass er kein Vegetarier mehr war und sie gelegentlich zum Kirchgang begleitete. Er schloss auch seine juristische Ausbildung ab, war aber weder finanziell noch hierarchisch besonders erfolgreich. Es gelang ihm weder, eine richterliche Position noch die eines Professors zu erlangen. Er machte sich allerdings einen Namen als Kenner des Altgriechischen und nach Shelleys Tod machte er die von diesem zuletzt sehr verehrte Jane Williams zu seiner Frau – gegen den Widerstand seiner Familie und mit großen rechtlichen Schwierigkeiten (ihre erste Ehe mit einem John Johnson bestand nämlich formell noch).
1857 bat ihn Percy Florence Shelley, der überlebende Sohn des Dichters, um eine Biografie seines Vaters. Hogg publizierte 1858 zwei Bände, die aber wenig günstige Aufnahme fanden.
Sein Bruder war der Naturforscher John Hogg (1800–1869).